# Fútbol callejero (serie de televisión)
Fútbol callejero (originalmente llamada como Foot 2 Rue) es una serie animada francoitaliana de 2005. El programa está inspirado en el libro del escritor italiano Stefano Benni: La compagnia dei Celestini y cuenta con 78 episodios.
El 19 de abril de 2014, se dio a conocer la continuación de la serie original, a la cual se la llamó Foot 2 rue Extreme, aunque la misma solo estuvo disponible en países ajenos a la región hispánica. Se confirmó que a inicios de 2022 se estrenara la cuarta temporada de la serie en Francia.

## Sinopsis

### Primera temporada (2005)
Es la historia de Sebastián (Tag), Gabriel y los hermanos Tekno: cuatro amigos inseparables y alumnos del Instituto Riffler, cuya directora es la Señorita Adelaida. Este grupo de amigos siempre ha tenido una pasión por el fútbol callejero.
Tag es un huérfano, los padres de Gabriel viven en dos continentes diferentes y los gemelos Tekno son los mayores en su numerosa familia, y no hay espacio suficiente para vivir con sus padres. Éloise Riffler es la hija del conde Riffler, el hombre que creó el Instituto. Sus padres son ricos y pasan más tiempo en el teléfono que con su hija. Afortunadamente, ella siempre puede contar con su abuela, quien es agradable, la escucha y ayuda. Todo comienza para ellos cuando se encuentran enfrentados a los "Tiburones del Puerto". Lo que iba a ser una pelea se convierte en un partido de fútbol poco convencional. Ese será el elemento indispensable para que los amigos monten un equipo de fútbol, reclutando a la guapa Éloise Riffler como portera. De esta forma comenzarán a desafiar a otros equipos de la ciudad de Puerto Marie a una competición de fútbol en la calle. Los partidos se juegan 5 contra 5 en lugares públicos. Todos los edificios se convierten en elementos del terreno y es posible regatear un adversario haciendo rebotar la pelota contra las paredes. Los habitantes de esta ciudad no ven con buenos ojos el hecho de que los jóvenes jueguen al fútbol en plena calle, por otra parte Tag y su banda no mantienen siempre buenas relaciones con el alcalde y las fuerzas del orden. Es con todo en esta tensa situación, que deberán hacer todo lo posible para organizar la Copa Mundial de Fútbol Callejero en las calles de su ciudad.

### Segunda temporada (2008)
Luego de ganar la Copa Mundial de Fútbol Callejero, Tag, Eloise y Gabriel vuelven a la escuela, esta vez sin los gemelos Tekno. La llegada de un nuevo alumno al Instituto Riffler hará que el equipo renazca. Jeremy trata de convencer al capitán que lo deje integrar el equipo, pero éste se niega, ya que sin los Tekno ya no había "Azules". Sin embargo, un equipo empieza a ganar partidos y popularidad en Puerto Marie, y los retan a un partido. Tag termina aceptando, ya que "Los asesinos psicóticos" no representan los valores del fútbol callejero. Esto permite que Jeremy sea integrado al equipo, igual que Samira, quien tuvo que superar una prueba de selección para ser el quinto miembro de "Los Azules". En esta temporada, los protagonistas tratan de clasificar a la nueva Copa Mundial de Fútbol Callejero, por lo que tendrán que enfrentarse a muchos rivales, siendo su mayor obstáculo, el equipo "Los Diablos Negros". Este equipo aparece gracias a la antagonista de esta temporada, Victoria. Esta chica detesta a Éloise por el pasado que tienen ambas, y buscará superarla en todos los aspectos posibles, por eso recluta a distintos jugadores de otros países para formar un súper equipo que derrote a "Los Azules" y clasifiquen al máximo torneo de fútbol callejero.

### Tercera temporada (2010)
La continuación de la historia toma escenario en un barco en el puerto, que es el lugar donde se alojan los distintos equipos que representan a su país en la segunda edición de la Copa del Mundo de Fútbol Callejero. Se puede apreciar a equipos que han aparecido en las anteriores temporadas como "Los Meninos" de Brasil, "Las Diablillas del Bronx" de EE. UU. o "Los Osos Polares" de Groelandia. Además, Victoria regresa para derrotar a "Los Azules", para esto, se incorpora al equipo "Los Delfines" de Oceanía. El equipo protagonista contará con el regreso de los gemelos Tekno como refuerzos, sin embargo, sus aventuras serán cada vez más complicadas, ya que tienen que lidiar con la convivencia en el barco con chicos de otros países, sumado a los problemas personales de cada uno. 
El desenlace poco esperado incluye que Gabriel se irá a estudiar a una preparatoria de mucho nivel en París, Tek se va a jugar a un equipo de Londres y no regresa a jugar para el Olímpico, Éloise se mudará a Nueva York después de haber terminado la copa, mientras que Tag encontrará a su padre, que lo llevara a vivir con él. Solo Jeremy y Samira continuarán viviendo en Puerto Marie. Finalmente, una nueva generación de "Azules" peleará por la final de la Segunda Copa Mundial de Fútbol Callejero, encabezados por Pequeño Dragón.

## Personajes y equipos

### 1° Copa Mundial de Fútbol Callejero (primera temporada)
- : Azules de Puerto Marie (Francia)
- : Diablillas del Bronx (Estados Unidos)
- : Wallabies Australianos (Australia)
- : Leones Africanos (Sudáfrica)
- :  Meninos de Brasil  (Brasil)
- : Cobras de Calcuta (India)
- : Escorpiones del desierto (Marruecos)
- : Dragones de Shanghai (China)

### 2° Copa Mundial de Fútbol Callejero (tercera temporada)
- : Azules de Puerto Marie (Francia)
- : Delfines de Oceanía (Kiribati)
- : Los Chicos del Circo (Rusia)
- : Los Sai Sai (Senegal)
- : Meninos de Brasil (Brasil)
- : Celtas Montañosos (Escocia)
- : Diablillas del Bronx (Estados Unidos)
- : Lobos Carpatianos (Rumania)
- : Gauchos de Buenos Aires (Argentina)
- : Maasai de Kilimanjaro (Tanzania)
- : Panteras de Soweto (Sudáfrica)
- : Serpientes de Saigon (Vietnam)
- : Osos Polares (Groenlandia)
- : Tigres de Malasia (Malasia)
- : Iroqueses de Québec (Canadá)
- : Águilas de Jérusalem (Israel)
- : Mangas de Tokio (Japón)
- : Terror de Kingston (Jamaica)
- : Faraones del Nilo (Egipto)
- : Wallabies de Australia (Australia)

## Doblajes
| Voz                                | Personaje                                                     |
| ---------------------------------- | ------------------------------------------------------------- |
| Sébastien Tagano Arias Soler (Tag) | http://doblaje.wikia.com/wiki/H%C3%A9ctor_Emmanuel_G%C3%B3mez |
| Éloïse Riffler                     | http://doblaje.wikia.com/wiki/Gaby_Ugarte                     |
| Gabriel N'Douala (Gab)             | http://doblaje.wikia.com/wiki/Victor_Ugarte                   |
| Jérémy Weber / Gemelos Tek         | http://doblaje.wikia.com/wiki/Irwin_Daay%C3%A1n               |
| Samira (Sam)                       | http://doblaje.wikia.com/wiki/Mayra_Arellano                  |
| Shark                              | http://doblaje.wikia.com/wiki/Luis_Daniel_Ram%C3%ADrez        |